# Преступление
Преступле́ние (уголо́вное преступле́ние) — правонарушение (общественно опасное деяние), совершение которого влечёт применение к лицу мер уголовной ответственности. Преступления могут выделяться из общей массы правонарушений по формальному признаку (установление за них уголовного наказания, запрещённость уголовным законом), а также по материальному признаку (высокая степень опасности их для общества, существенность причиняемых ими нарушений правопорядка).
Преступление в самом общем понимании представляет собой форму делинквентного (преступного) поведения человека. По словам Н. С. Таганцева:

Как показывает само наименование «преступление»… такое деяние должно заключать в себе переход, преступление за какой-то предел, отклонение или разрушение чего-либо.

Современные уголовные кодексы содержат либо чисто формальное («преступление — деяние, запрещённое уголовным законом под угрозой наказания»), либо формально-материальное определение преступления, включая в него также признак общественной опасности. Кроме того, в странах, использующих принцип субъективного вменения (например в России), в это понятие добавляется признак виновности.

## Эволюция понятия преступления
Законодательству Древнего мира и Средних веков общее понятие «преступление» было неизвестно, оно появилось лишь в законодательстве Нового времени. В русскоязычных источниках средневекового права используются такие понятия, как «обида» (Русская правда), «лихое дело» (Судебник 1550 года), «злое дело» (Соборное уложение 1649 года), однако они не носили характера родового понятия.
Однако уже из французских уголовных кодексов 1791 и 1810 годов можно выделить отдельные признаки, характерные для признаваемых преступными деяний: преступлением стало признаваться деяние, запрещённое уголовным законом под угрозой наказания, согласно принципу nullum crimen sine lege (нет преступления без закона). Эти признаки позже перешли в той или иной форме во все европейские уголовные кодексы.
Это было формальное определение преступления, указывающее в качестве основного обстоятельства, определяющего преступность деяния, наличие уголовно-правового запрета. Такое формальное определение не раскрывало социальной сущности преступного деяния, не давало ответа на вопрос: почему это деяние было признано преступным и включено в качестве такового в уголовный закон. Такой подход к определению в XX веке стал подвергаться доктринальной критике: учёными стало предлагаться материальное определение преступления.
Материальное определение преступления отличается от формального тем, что в него включается признак общественной опасности, понимаемой как объективная способность деяния причинить вред обществу.
Первым нормативным актом, заложившим предпосылки материального определения преступления, была Декларация прав человека и гражданина 1789 года, принятая во Франции. В её статье 5 говорилось, что закон имеет право запрещать лишь действия, вредные для общества. Позже аналогичные, хотя и более конкретизированные, определения давались многими учёными: например, Стифенами в «Новых комментариях к законам Англии» середины XIX века было дано такое определение, восходящее ещё к Уильяму Блэкстону:

Преступлением является всякое нарушение частного или публичного права, рассматриваемое с точки зрения вредной направленности (англ. evil tendency) такого нарушения против общества в целом, и вследствие этого наказуемое.— 
Р. Иеринг называл преступлением «констатированное законодательством вредоносное посягательство на жизненные условия общества». Н. Д. Сергеевский отмечал, что «преступное деяние по содержанию своему есть деяние, причиняющее вред обществу или частным лицам или заключающее в себе опасность вреда».
В уголовном законодательстве материальные признаки преступления впервые нашли воплощение с принятием составленного Ансельмом Фейербахом Уголовного кодекса королевства Бавария 1813 года, содержавшего такое определение преступления: «Все умышленные нарушения закона, которые из-за своих свойств и размера злонаправленности находятся под угрозой наказания …, называются преступлениями».
Однако в большинстве уголовных кодексов стран мира материальная конструкция преступления, как правило, не находит прямого закрепления; используется формальное определение, как правило, размещаемое в разделе, где содержатся определения используемых в законе терминов.
Материальную конструкцию определения преступления отличают от псевдоматериальной, в которой общественная опасность характеризуется через причинение вреда чрезвычайно нечётко определённому кругу отношений. Истории известны такие примеры псевдоматериальных определений преступления: «преступление — уголовно наказуемая неправда», «преступление — деяние, посягающее на среднюю меру нравственности», «преступление — деяние, противоречащее всему установленному порядку»; данные определения создают видимость учёта интересов общества при решении вопроса о криминализации деяний, однако на деле ввиду размытости круга интересов, которые могут ставиться под угрозу, всё сводится к произвольно-формальной криминализации.
Разработка новых подходов к определению понятия «преступление» продолжается и сейчас. Некоторыми авторами, например, предлагается при этом исходить из того, что суть преступления составляет не само совершаемое лицом деяние, а возникающее при его совершении общественно значимое отношение.

## Признаки преступления

### Преступное деяние
Преступление есть деяние. Деяние в уголовном праве понимается как акт поведения человека, который может быть выражен как в активной (действие), так и в пассивной форме (бездействие), способный причинить различного рода вредные, опасные для общества последствия: физический, моральный и материальный ущерб личности, нарушение нормального функционирования экономических институтов, вред окружающей среде и т. д.
Указание на то, что преступление представляет собой деяние, имеет достаточно большое значение. Во-первых, вследствие этого преступлением может признаваться только акт поведения человека, а не его мысли и убеждения. Это положение восходит ещё к римскому праву: ещё в Дигестах Юстиниана Великого устанавливалось, что никто не несёт наказания за мысли (лат. cogitationis poenam nemo patitur). Деяние должно отвечать признаку отражаемости, то есть быть доступным для человеческого познания, должна иметься возможность составить его объективное (не зависящее от субъекта) описание.
Невозможность признания преступными мыслей и убеждений человека не означает невозможности признания преступным акта их внешнего выражения (устного или письменного), адресованного другим лицам: законодательством многих государств признаются преступными, например оскорбительные и клеветнические высказывания, призывы к насилию, в том числе направленному на ниспровержение существующих институтов государственной власти. Криминализация таких деяний в целом не противоречит принципу свободы слова ввиду их объективной вредоносности.
Также не может признаваться преступлением физическое или психическое состояние человека, социальный статус и иные свойства личности как внутреннего (характер, привычки), так и внешнего (раса, национальность) характера; применение мер уголовной репрессии на основе представлений об «опасном состоянии» личности в современном уголовном праве считается недопустимым.
Кроме того, поскольку деяние представляет собой акт поведения, преступными могут быть признаны лишь такие действия или бездействие, которые образуют поведение в том смысле, который вкладывается в это понятие психологией. Поведение характеризуется признаками мотивированности (наличием побуждений, вызвавших деяние) и целенаправленностью, которая выражается в осознании человеком возможных результатов его поступков; если хотя бы один из данных признаков отсутствует, то нет поведения, а значит, не может быть и преступления.
Например, не являются преступными рефлекторные действия: если один человек пытается схватиться за другого, чтобы избежать падения, и в результате причиняет последнему вред здоровью, эти действия не могут быть признаны преступными. Аналогично дело обстоит в случаях, когда деяние совершается в бессознательном состоянии или вследствие действия непреодолимой силы (стихийного бедствия или созданной другими людьми нештатной ситуации). Во всех этих случаях нельзя говорить о свободе воли человека: у него отсутствует выбор между правомерным и неправомерным, преступным и непреступным поведением. Законодательство многих стран содержит специальные положения, устанавливающие непреступность таких деяний.
Например, УК Китая в ст. 13 устанавливает, что «деяния, которые объективно хотя и привели к вредным последствиям, но не являются следствием умышленной или неосторожной вины, а вызваны непреодолимой силой или невозможностью её предвидеть, не признаются преступными», а Модельный УК США не ограничивается общим определением, называя наиболее характерные варианты недобровольного поведения:

(1) Лицо может быть признано виновным в совершении посягательства лишь в случае, если его ответственность основывается на поведении, включающем в себя добровольно совершённое действие либо несовершение действия, физическая возможность совершить которое имелась у данного лица.
(2) По смыслу этой статьи следующие действия не являются добровольными:
(a) рефлекторные или конвульсивные
(b) телодвижение, совершённое во сне или в бессознательном состоянии
(c) действия, совершённые под воздействием гипноза или в результате гипнотического внушения
(d) иное телодвижение, которое не является результатом усилия или решения лица, его совершившего, сознательного или привычного
Оригинальный текст (англ.)(1) A person is not guilty of an offense unless his liability is based on conduct which includes a voluntary act or the omission to perform an act of which he is physically capable.

(2) The following are not voluntary acts within the meaning of this Section:
(a) a reflex or convulsion;
(b) a bodily movement during unconsciousness or sleep;
(c) conduct during hypnosis or resulting from hypnotic suggestion;

(d) a bodily movement that otherwise is not a product of the effort or determination of the actor, either conscious or habitual
— Модельный Уголовный кодекс США.
Отсутствие у лица свободы выбора также может быть вызвано применением в отношении его физического принуждения. В этом случае деяние также не может быть признано преступным. Соответствующая законодательная норма содержится, например в ч. 1 ст. 40 Уголовного кодекса РФ, которая устанавливает, что «не является преступлением причинение вреда охраняемым уголовным законом интересам в результате физического принуждения, если вследствие такого принуждения лицо не могло руководить своими действиями (бездействием)».
Преступное деяние может быть совершено как в форме действия, так и в форме бездействия; эти формы являются полностью равнозначными, хотя основной (наиболее часто встречающейся) является всё же активная форма. Например, из преступлений, предусмотренных Уголовным кодексом РФ, путём действия совершаются примерно 70 %. Бездействие является преступным лишь при наличии определённых условий: это, во-первых, наличие обязанности (как правило, юридической) совершить действие и, во-вторых, наличие возможности совершить требуемое действие.

### Общественная опасность как признак преступления
Материальным (содержательным) признаком преступления является его общественная опасность. Уголовное право запрещает и объявляет преступными лишь те деяния, которые причиняют вред интересам личности, общества и государства или создают угрозу причинения такого вреда; если формально запрещённое деяние вследствие малозначительности не может причинить такого вреда, оно не может быть признано преступным. Общественная опасность есть объективное свойство деяния, присущее ему независимо от законодательной оценки, которое служит основанием его криминализации.
Вред, причиняемый преступлением, не всегда конкретизируется в уголовном законе. Более того, в некоторых случаях совершения преступления практически невозможно назвать, кому именно, каким индивидуально определённым интересам и благам причинён ущерб. Однако это не означает, что такие деяния являются безвредными: общественная опасность может заключаться в дезорганизации существующего порядка общественных отношений, нарушении стабильности общества в целом.
Признак общественной опасности может находить различное выражение в законодательстве. Одни законодательные акты (например УК РФ и УК Польши) прямо устанавливают, что преступным является лишь общественно опасное деяние. Другие законодательные акты могут достигать той же цели перечислением возможных объектов посягательства, обязательным требованием вредоносности деяния, либо сочетанием этих способов.
Именно общественная опасность выступает в роли признака, позволяющего отграничить преступления от иных правонарушений: административные правонарушения, гражданско-правовые деликты являются вредными для общества или конкретного лица, асоциальными, но не общественно опасными.
Общественная опасность включает в себя как объективные признаки причинённого вреда (его размер, характер и т. д.), так и субъективные признаки: форму и вид вины, мотивы совершения преступного деяния, цели, которых хотел достичь виновный и т. д. Общественная опасность причинения смерти по неосторожности ниже, чем умышленного причинения смерти (убийства) из ревности; в свою очередь, общественная опасность убийства из ревности меньше, чем убийства из хулиганских побуждений и т. д.
Хотя мотивы и цели лица играют важную роль при оценке общественной опасности совершённого деяния, этого нельзя сказать о личности преступника: одинаково опасными, вредными для общества являются деяния, совершённые злостным хулиганом и лицом, которое прежде вело себя законопослушно, несовершеннолетним и пожилым субъектом; характеристики личности преступника влияют на назначенное ему наказание, но не на оценку общественной опасности содеянного им. Однако существуют деяния, которые признаются общественно опасными только если они совершены лицом, обладающим определёнными признаками. Например, получение не предусмотренного законом вознаграждения за совершение действий, входящих в служебные обязанности лица, является преступлением (взяточничеством) лишь если это лицо занимает определённые должности (является должностным); за неоказание помощи больному может нести ответственность только лицо, которое способно оказывать медицинскую помощь (врач или сотрудник правоохранительных органов, прошедший соответствующий инструктаж). Если аналогичное по объективным признакам деяние было совершено лицом, не обладающим соответствующими субъективными признаками, оно не является общественно опасным и преступным.
Для того, чтобы дифференцировать, разграничить общественную опасность различных преступлений, используются такие показатели, как характер и степень общественной опасности деяния. Характер общественной опасности определяется сочетанием признаков объекта посягательства (категории нарушенных преступлением общественных отношений), преступных последствий (физических, экономических, организационных и др.), формой вины (умышленной или неосторожной) и способа совершения преступления (насильственного или ненасильственного, «гуманного» или особо жестокого и т. д.).
Степень общественной опасности — это количественная характеристика общественной опасности. Она зависит от размера причинённого или потенциального ущерба, степени выраженности вины лица, моральной оценки его мотивов и целей, более высокой или более низкой опасности конкретного способа посягательства. Степень общественной опасности определяет суровость назначаемого наказания, находит отражение в санкции уголовно-правовой нормы. Соответствующие мысли можно увидеть ещё в работах средневековых правоведов. К примеру, английский учёный Иеремия Бентам, приверженец классического направления в уголовном праве, в своей известной «таблице удовольствий и страданий» писал: «чем важнее преступление, тем более можно решиться на наказание жестокое для вящей надежды предупредить преступление».
В санкции статьи уголовного закона закрепляется лишь типовая (характерная для всех преступных деяний определённого вида) оценка общественной опасности; эта оценка подлежит конкретизации судом применительно к обстоятельствам единичного реально совершённого деяния.

### Виновность как признак преступления
В соответствии с принципом субъективного вменения, преступным признаётся деяние, совершённое умышленно (то есть осознанно, при наличии понимания вредного характера причиняемых деянием последствий) либо вследствие преступной неосторожности, то есть, виновно. Если вред причинён без вины, содеянное представляет собой уголовно-правовой казус, за который уголовная ответственность не наступает.
Вина представляет собой определённое внутреннее психическое отношение лица к тому деянию, которое оно совершило, и к его реальным или возможным последствиям. В уголовном праве также используется равнозначное термину «вина» понятие «виновность». В других отраслях права этот термин может иметь иное значение: в частности, в уголовно-процессуальном праве под виновностью понимается «преступность» лица, наличие в его деянии всех необходимых для наступления уголовной ответственности признаков. Соответственно, вердикт присяжных «виновен» имеет более широкий смысл: он означает, что обвиняемый действительно совершил то преступление, в котором он обвиняется, а не просто действовал умышленно либо неосторожно.
Виновность как признак преступления также означает, что к ответственности не может быть привлечено невменяемое или не достигшее возраста уголовной ответственности лицо, так как такие лица признаются неспособными осознавать вредность совершаемых ими действий либо контролировать своё поведение.

### Уголовная противоправность как признак преступления
Формальным признаком преступления является его уголовная противоправность. Она включает в себя два компонента: запрещение совершения деяния и угрозу применения наказания, если деяние всё же будет совершено. Уголовная противоправность производна от общественной опасности: не являющееся общественно опасным деяние не может признаваться противоправным. Признание противоправным деяния, которое объективно не является общественно опасным, является ошибкой законодателя.
В большинстве современных государств уголовно-правовой запрет может содержаться лишь в актах уголовного законодательства (как правило, кодифицированных).
Заложенная в уголовно-правовой запрет угроза наказания далеко не всегда реализуется: многие преступления остаются нераскрытыми, кроме того законодательством предусматриваются условия, при которых лицо, совершившее преступление, может быть освобождено от наказания или от уголовной ответственности в целом. Признаком преступления является именно сама по себе потенциальная угроза наказания, фактически назначенное преступнику наказание лежит за пределами совершённого преступления.

## Криминализация и декриминализация
Криминализация — это процесс признания деяния преступным и закрепления его признаков в уголовном законе, установления за него уголовной ответственности.
Декриминализация — это обратный процесс, связанный с признанием деяния непреступным, исключением его признаков из уголовного закона, отменой уголовной ответственности за его совершение (возможно, с установлением за него других видов ответственности, например административной).
Общество представляет собой динамическую систему, в которой постоянно появляются новые виды общественных отношений и видоизменяются старые. В связи с этим появляются новые виды преступлений, а общественная опасность старых может изменяться в большую или меньшую сторону, либо пропадать вовсе.
Например, в древнееврейском обществе считались наиболее общественно опасными и карались смертью (побиванием камнями) такие деяния, как идолопоклонство, подстрекательство к нему, жертвоприношения Молоху, чародейство, вызывание духов, упорное неповиновение родителям, несоблюдение праздника субботы, богохульство, изнасилование чужой невесты, дурное поведение девушки; до нашего времени из этих деяний в качестве преступления дошло только изнасилование и, в некоторых современных государствах, богохульство. Масштабные процессы криминализации и декриминализации обычно происходят в связи со сменой экономического строя. Карл Маркс писал: «В то же самое время, когда англичане перестали сжигать на кострах ведьм, они стали вешать подделывателей банкнот». В России в период экономических реформ оказались декриминализованы многие деяния, которые в новых экономических условиях утратили общественную опасность (спекуляция, коммерческое посредничество, частнопредпринимательская деятельность), но одновременно были признаны преступными многие деяния, ранее неизвестные уголовному закону. В целом можно сказать, что в обществе непрерывно идут процессы криминализации и декриминализации деяний.
Криминализация связана с обретением неким деянием общественной опасности. На первом этапе объективно являющееся опасным для общества ещё не является уголовно-противоправным. Такое положение является нестабильным. Повторяющиеся и получающие распространение вредоносные действия вызывают ответную реакцию со стороны общества, которая проявляется в том, что общественная опасность находит своё выражение в формальном уголовно-правовом запрете, устанавливаемом законодательными (представительными) органами государства.
Не всякое общественно опасное деяние должно быть криминализировано. Если есть возможность не допустить совершения таких деяний иными правовыми и организационно-техническими средствами, криминализация нецелесообразна.
Процесс декриминализации связан с тем, что пропадает общественная опасность деяния при сохранении его формальной противоправности. Ситуация, когда некое деяние не причиняет вреда обществу и не осознаётся большинством граждан (в том числе представителями правоохранительных органов) как преступное, также является нестабильной. Привлечение к уголовной ответственности за такое деяние начинает расцениваться как проявление несправедливости, что в конце концов приводит к отмене уголовно-правового запрета.

## Категории преступлений
Преступления могут делиться на группы по различным основаниям. Такие классификации могут носить нормативный (законодательный) или доктринальный (научный) характер. Наиболее часто встречаются классификации преступлений по характеру и степени общественной опасности и по родовому объекту. Другие критерии классификации включают в себя характеристику способа совершения преступления, степень его оконченности, признаки субъекта и субъективной стороны и т. д.

### Классификация по характеру и степени общественной опасности
Основанием группировки преступлений могут служить характер и степень их общественной опасности. Законодательством большинства государств мира по данному основанию преступления делятся на 2—3 категории, причём достаточно часто наименее опасные преступления получают название уголовных проступков. За уголовные проступки назначаются минимальные сроки наказаний, часто они не влекут иных последствий, связанных с уголовной ответственностью (например судимости).
В большинстве уголовных кодексов стран мира характер и степень общественной опасности определяются в зависимости от формы вины и максимального размера наказания, предусмотренного санкцией. Например, статья 111-1 УК Франции 1992 года делит все преступные деяния на преступления, проступки и нарушения в зависимости от того, являются они умышленными или неосторожными и какое за них может быть назначено наказание (так, нарушения — это умышленные и неосторожные деяния, наказуемые по закону штрафом, лишением либо ограничением прав, а преступления — это умышленные деяния, за которые предусматривается наказание в виде пожизненного или срочного заточения). Федеральный УК США 1948 года делит все преступления на 3 группы: фелонии (наказываются смертной казнью или лишением свободы на срок более года), мисдиминоры и мелкие посягательства (petty offence), которые наказываются тюремным заключением на срок не более 6 месяцев или штрафом на сумму не более 500 долларов. В Испании преступные деяния делятся на преступления и нарушения, в ФРГ — на преступления и проступки.
В тех странах, где категории преступлений в явном виде не перечисляются в общей части уголовного законодательства, нередко категоризация преступлений присутствует в особенной части, где отдельные преступления обозначаются как тяжкие или незначительные (УК КНР, УК Швеции).
Категоризация преступлений позволяет дифференцировано подходить к наложению уголовной ответственности: для преступлений небольшой и высокой степени тяжести может быть предусмотрен разный правовой режим. Это может касаться, например, сроков давности привлечения лица к уголовной ответственности, назначения наказания, институтов освобождения от уголовной ответственности и наказания.

### Классификация по родовому объекту посягательства
Преступления могут классифицироваться по родам объектов, на которые они посягают. Например, различные родовые объекты имеют убийство (жизнь), кража (собственность) и геноцид (мир и безопасность человечества).
В современных уголовных кодексах преступления, как правило, группируются по родовым объектам.

### Простые и сложные преступления
В теории уголовного права преступления делятся на простые и сложные. Выделяется три вида сложных преступлений: составные, продолжаемые и длящиеся.
Составным преступлением является деяние, которое фактически представляет собой совокупность нескольких элементарных деяний, каждое из которых в отдельности является преступным. Например, в УК РФ составным преступлением является изнасилование, повлёкшее заражение венерическим заболеванием (п. «г» ч. 2 ст. 131 УК РФ), которое может быть представлено как совокупность заражения венерическим заболеванием (ст. 121 УК РФ) и основного состава изнасилования (ч. 1 ст. 131).
Преступное деяние также может быть продолжаемым и длящимся. Продолжаемое деяние состоит из ряда тождественных поступков, направленных на достижение общей цели. Например, продолжаемой является кража из библиотеки многотомного собрания сочинения, осуществляемая по одному тому за раз; вынос с завода запасных частей с целью собрать из них готовое изделие и т. д. Законодательства большинства стран мира (за исключением, например, УК Монголии) не содержат законодательного определения продолжаемого преступления, но аналогичные по смыслу конструкции используются в большинстве стран мира.
Длящееся преступление состоит из акта преступного бездействия, продолжающегося длительным невыполнением возложенных на лицо обязанностей (например по уплате алиментов или прохождению военной службы).

### Классификация в других правовых науках и отраслях права
Помимо уголовного права, различные аспекты преступления являются предметом рассмотрения уголовно-процессуального и уголовно-исполнительного права, а также криминологии и криминалистики. Соответственно, становятся возможными и другие классификации преступлений:
- В криминологии в основу классификации кладутся признаки личности преступника, а также механизма и способа преступного посягательства. На основе данной классификации преступлений выделяются различные виды преступности: насильственная и корыстная преступность, преступность несовершеннолетних и преступность женщин и т. д.
- В уголовно-исполнительном праве классификация преступлений зависит в первую очередь от признаков личности преступника. Различаются преступления, совершённые женщинами и мужчинами, несовершеннолетними и совершеннолетними, ранее несудимыми лицами и рецидивистами и т. д.
- В уголовно-процессуальном праве преступления классифицируются в зависимости от подследственности и подсудности возбуждённых по факту их совершения уголовных дел.
- В криминалистике группировка преступлений производится в зависимости от особенностей тактики и методики их расследования.

## Малозначительное деяние
В правоприменительной практике может возникать ситуация, когда совершённое деяние формально содержит признаки преступления, однако по сути не является общественно опасным: не причинило и не было способным причинить вред охраняемым уголовным законом общественным отношениям.
В большинстве стран мира лицо, совершившее такое деяние, не подлежит наказанию; при этом в странах, где законодательное определение преступления включает материальный признак (общественную опасность) соответствующие нормы, как правило, содержатся в статье о преступлении, а в странах, где в уголовном законодательстве содержится только формальный признак противоправности, ненаказуемость малозначительных деяний определяется специальной уголовно-правовой или уголовно-процессуальной нормой.
Малозначительное деяние может быть совершено только с умышленной формой вины: лицо должно рассчитывать причинить именно такой, не являющийся общественно опасным ущерб объектам уголовно-правовой охраны. Если лицо рассчитывало причинить более серьёзный ущерб, но по не зависящим от него обстоятельствам причинило намного меньший, малозначительность отсутствует, вместо этого применяются нормы закона о неоконченной преступной деятельности.
От малозначительных деяний отличают деяния, причинившие ущерб, меньший требуемого для привлечения лица к уголовной ответственности. Некоторые деяния (например уклонение от уплаты налогов) могут являться наказуемыми лишь если причинённый ущерб превысил определённый размер. В случае, если действия или бездействие лица причинили меньший ущерб, отсутствует не только общественная опасность, но и уголовная противоправность деяния. Основанием отказа государства от уголовного преследования лица в этом случае будет не малозначительность деяния, а отсутствие в нём состава преступления.
Непреступность малозначительного деяния не означает его правомерности. Лицо, совершившее малозначительное деяние, может быть привлечено к административной, дисциплинарной, гражданской и другим видам ответственности, то есть малозначительное деяние может являться правонарушением. Некоторые виды малозначительных деяний могут также являться аморальными проступками.

## Отграничение преступлений от других категорий правонарушений и от аморальных поступков
Преступления отграничивают от других видов правонарушений, ответственность за которые предусмотрена нормами административного, трудового, налогового и других отраслей права.
Такое отграничение производится по материальным и формальным основаниям. Материальным основанием отграничения выступает наличие у преступлений общественной опасности, отсутствующей у правонарушений: хотя правонарушения также причиняют вред обществу, являются антисоциальными, этот вред по своему характеру и степени является намного менее опасным, чем вред, причиняемый преступлениями. Достаточно часто характеризующие общественную опасность признаки, позволяющие отграничить преступление от правонарушения, закрепляются в соответствующей норме уголовного закона. Данные признаки могут носить как формально определённый, так и оценочный характер. Это может быть определённый размер причинённого ущерба (материального или физического), обстановка, время, место совершения преступления, форма вины, низменность мотивов и целей совершённого деяния и т. д. Кроме того, признаком, разграничивающим преступление и правонарушение может быть систематичность совершения: однократное совершение некого деяния является правонарушением, многократное же совершение — преступлением.
Формальным основанием отграничения является характер противоправности. Ответственность за преступления предусматривается уголовным законодательством и включает в себя меры уголовного наказания, а также специфическую уголовно-правовое последствие наложения ответственности: судимость. Ответственность за остальные правонарушения устанавливается актами других отраслей права и включает в себя специфические для данных отраслей негативные последствия, которые, как правило, являются менее тяжкими, чем уголовное наказание; кроме того, в этих отраслях права не предусматривается каких-либо аналогов судимости как состояния лица, связанного с отбытием наказания.
Если в деянии лица одновременно присутствуют признаки как преступления, так и менее тяжкого административного правонарушения, к нему применяется только наиболее строгий вид ответственности: уголовная; негативные последствия совершения другого правонарушения (за исключением гражданского-правового деликта, материальная ответственность за который не исключается) поглощаются негативными последствиями совершённого преступления. Неоднозначно решается вопрос выбора применимого права при прямой конкуренции уголовно-правовых и иных норм (в ситуациях, когда вследствие нарушения законодательной техники одно и то же деяние может быть в зависимости от усмотрения суда расценено как преступление либо как правонарушение). Одни учёные и практики говорят, что предпочтение должно отдаваться более благоприятной для субъекта норме о правонарушении, другие — что предпочтение должно отдаваться более строгой уголовно-правовой норме.
Преступления также необходимо отграничивать от аморальных, безнравственных проступков. Не любой аморальный проступок является преступным: например, обман, как правило, является аморальным, но непреступным. При этом аморальными могут признаваться не только деяния лица, но и его мысли, убеждения. Спорным является вопрос об аморальности преступления: одни учёные говорят, что все преступления являются аморальными, другие же указывают, что некоторые преступления нейтральны с моральной точки зрения. Например, никакой нравственной оценки не связывается с таким преступлением, как нарушение правил международных полётов, поскольку оно не затрагивает интересы и чувства отдельных людей, а связано лишь с отступлением от бюрократических процедур. Отдельные виды преступлений даже вызывают одобрение общества (например убийства из сострадания к потерпевшему или с превышением пределов необходимой обороны).
Как и в случае с правонарушениями, основаниями отграничения являются отсутствие у аморальных проступков общественной опасности (материальное основание) и противоправности (формальное основание). По первому основанию аморальные проступки отличаются от преступлений и правонарушений тем, что не причиняют физического или материального вреда: аморальное поведение, как правило, наносит чисто психологический ущерб — самолюбию личности, межличностным отношениям и т. д. По второму основанию отграничение становится возможным благодаря тому, что аморальные проступки вообще не являются противоправными: их совершение не запрещено нормами никакой правовой отрасли (хотя нормы морали и могут быть письменными, сводиться в специальные моральные кодексы).
Аморальное деяние может обрести статус преступления, если его совершение обладает общественной опасностью и законодатель сочтёт нужным создать соответствующую уголовно-правовую норму. Возможно и обратное: так, например, в УК РСФСР 1960 года присутствовала норма, предусматривающая ответственность за заведомое поставление другого лица в опасность заражения венерическим заболеванием (не повлёкшее фактического заражения), которая была отменена с принятием нового Уголовного кодекса РФ. В настоящий момент это деяние является аморальным проступком, но не правонарушением.

## Преступление и преступность
Преступность — это исторически изменчивое социальное и уголовно-правовое негативное явление, представляющее собой систему преступлений, совершённых на определённой территории в тот или иной период времени.
Преступность не представляет собой механическую сумму отдельных преступлений, это отдельное социальное явление, которое детерминируется господствующими в обществе экономическими, политическими, идеологическими и другими условиями. Существуют устойчивые зависимости между отдельными её элементами, а также связи с другими внешними социальными явлениями.
Изучением преступности, личности преступника, средств и методов предупреждения преступности и борьбы с ней занимается особая социально-правовая наука: криминология.

## Преступление в праве различных стран мира

### В России
В России все принимавшиеся уголовные кодексы и уложения содержали норму о преступлении, однако материальный характер определение преступления окончательно приобрело лишь в законодательных актах советского периода. Действующий УК РФ в ст. 14 даёт следующее определение: «преступление — это виновно совершённое общественно опасное деяние, запрещённое уголовным законом под угрозой наказания».
Не является преступлением деяние, формально содержащие признаки преступления, но в силу малозначительности не представляющее общественной опасности (ч. 2 ст. 14 Уголовного Кодекса РФ).
Российское уголовное законодательство (ст. 15 УК РФ) делит преступления на четыре категории по характеру и степени общественной опасности, определяемыми через форму вины (умысел или неосторожность) и размер максимального наказания в виде лишения свободы, которое предусмотрено соответствующей статьёй УК РФ:
- Преступлениями небольшой тяжести признаются умышленные и неосторожные деяния, за совершение которых максимальное наказание, предусмотренное УК РФ, не превышает трех лет лишения свободы (сюда также включаются все деяния, за которые наказание в виде лишения свободы не предусмотрено).
- Преступлениями средней тяжести признаются умышленные деяния, за совершение которых максимальное наказание, предусмотренное УК РФ, не превышает пяти лет лишения свободы, и неосторожные деяния, за совершение которых максимальное наказание, предусмотренное УК РФ, не превышает десяти лет лишения свободы.
- Тяжкими преступлениями признаются умышленные деяния, за совершение которых максимальное наказание, предусмотренное УК РФ, не превышает десяти лет лишения свободы, и неосторожные деяния, за совершение которых максимальное наказание, предусмотренное УК РФ, не превышает пятнадцать лет лишения свободы.
- Особо тяжкими преступлениями признаются умышленные деяния, за совершение которых УК РФ предусмотрено наказание в виде лишения свободы на срок свыше десяти лет или более строгое наказание.

Отнесение преступления к определённой категории является условием признания наличия некоторых смягчающих обстоятельств, влияет на выбор исправительного учреждения, в котором будет отбываться назначенное лицу наказание в виде лишения свободы, признание преступления совершённым при рецидиве, в том числе опасном или особо опасном, применение условного осуждения, возможность применения освобождения от уголовной ответственности и наказания, продолжительность сроков давности, возможность использования некоторых иных мер уголовно-правового характера.
С учетом фактических обстоятельств преступления и степени его общественной опасности суд вправе при наличии смягчающих наказание обстоятельств и при отсутствии отягчающих наказание обстоятельств изменить категорию преступления на менее тяжкую, но не более чем на одну категорию при условии, что
- за совершение преступления средней тяжести осужденному назначено наказание, не превышающее трех лет лишения свободы, или другое более мягкое наказание;
- за совершение тяжкого преступления назначено наказание, не превышающее пяти лет лишения свободы, или другое более мягкое наказание;
- за совершение особо тяжкого преступления осужденному назначено наказание, не превышающее семи лет лишения свободы.

Возможность изменения категории была введена в Уголовный кодекс РФ в декабре 2011 года. До этого схожие предложения высказывались в уголовно-правовой теории. Необходимость в изменении категории при этом связывается с тем, что в некоторых случаях верхний и нижний пределы санкции статьи уголовного закона могут существенно отличаться, что приводит к применению к лицу, совершившему преступление, наказываемое относительно небольшим сроком наказания, слишком строгих репрессивных мер. Особенно данная проблема обострилась в связи с принятием Федерального закона от 7 марта 2011 года № 26-ФЗ, исключившего низшие пределы наказания в виде лишения свободы из санкций многих статей УК РФ.
Изменение категории происходит в процессе вынесения приговора после назначения лицу наказания, поэтому оно влияет на выбор исправительного учреждения, в котором будет отбываться наказание, на условия освобождения от наказания и прочие решения, связанные с порядком исполнения уже назначенного наказания, но не влияет на возможность освобождения от уголовной ответственности и иные правовые решения, связанные с категорией преступления, которые принимаются судом до назначения наказания.